# Закза
Закза — река в России, протекает в Одинцовском городском округе Московской области. Правый приток Медвенки.
Длина реки составляет 6,5 км, площадь водосборного бассейна — 17,5 км². Река Закза берёт начало неподалёку от платформы Перхушково Смоленского направления МЖД. Течёт на север. В реку впадают ручьи Прогоны, Душилец и Власиха. Вдоль течения реки расположены посёлок Власиха, деревни Большое Сареево и Малое Сареево. У деревни Малое Сареево река Закза впадает в Медвенку.
По данным Государственного водного реестра России, относится к Окскому бассейновому округу. Речной бассейн — Ока, речной подбассейн — бассейны притоков Оки до впадения Мокши, водохозяйственный участок — Москва от города Звенигорода до Рублёвского гидроузла, без реки Истры (от истока до Истринского гидроузла).